# NHL Entry Draft 2015
Der NHL Entry Draft 2015 fand am 26. und 27. Juni 2015 statt, wobei es sich um die 53. Austragung dieser Veranstaltung handelte. Austragungsort war das BB&T Center in Sunrise im US-Bundesstaat Florida.
In sieben Runden wählten die NHL-Franchises 211 Spieler aus, wobei Connor McDavid erwartungsgemäß an erster und Jack Eichel an zweiter Stelle ausgewählt wurde; es folgte Dylan Strome an Position drei. Der Draft war von einer Vielzahl von Tauschgeschäften der Franchises geprägt, so verfügten beispielsweise die Boston Bruins mit 10 Picks über die meisten Wahlrechte. Darüber hinaus wurde in diesem Jahr mit Song Andong (172. Position) der erste Spieler chinesischer Herkunft gedraftet.

## Verfügbare Spieler
Alle Spieler, die zwischen dem 1. Januar 1995 und dem 15. September 1997 geboren wurden, sind für den Draft verfügbar. Zusätzlich sind alle ungedrafteten, nicht-nordamerikanischen Spieler über 20 für den Draft zugelassen. Ebenso sind diejenigen Spieler verfügbar, die beim NHL Entry Draft 2013 gewählt wurden und bis zum Zeitpunkt des Entry Draft 2015 keinen Einstiegsvertrag bei ihrem ursprünglichen Draftverein unterschrieben haben.

## Draft-Reihenfolge
Die Draft-Reihenfolge aller Teams, die in der Saison 2014/15 nicht die Play-offs erreichten, wird durch die Draft-Lotterie bestimmt. Dabei hat jedes dieser 14 Teams eine gewisse Chance, das erste Wahlrecht zu erhalten. Allerdings wurden die 2013 eingeführten Wahrscheinlichkeiten in diesem Draft dahingehend geändert, dass die Chancen für die schlechtesten vier Teams deutlich verringert und die der verbleibenden zehn Mannschaften leicht erhöht wurden. So sank beispielsweise die Chance des punktschlechtesten Teams von 25 % auf 20 %, während die von Platz 14 von 0,5 % auf 1 % stieg. Die Veränderung wurde mit der steigenden Ausgeglichenheit des sportlichen Wettbewerbs begründet.
Die Draftlotterie, die am 18. April stattfand, gewannen die Edmonton Oilers, die sich damit den vierten First Overall Draft Pick der letzten sechs Jahre sicherten.
Die Draftreihenfolge der 16 Play-off-Teilnehmer steht nach dem Stanley-Cup-Finale fest. Der Stanley-Cup-Sieger wird auf Position 30, der Finalgegner auf Position 29 gesetzt. Auf den Positionen 27 und 28 werden die in den Conference-Finals ausgeschiedenen Teams einsortiert. Die restlichen Play-off-Mannschaften werden anhand ihres Tabellenstandes in der regulären Saison gesetzt. Dabei gilt, dass die Mannschaft mit den wenigsten Tabellenpunkten auf Position 15 steht. Die Draft-Reihenfolge gilt für alle Runden des Entry Draft, die Lotterie verändert demnach nur die Reihenfolge der ersten Wahlrunde. Zudem können die Mannschaften über Transfers Wahlrechte anderer Teams erwerben sowie eigene an andere Mannschaften abgeben.

### Transfer von Erstrunden-Wahlrechten
| Datum            | Von                          | Zu                           | Anmerkung |
| ---------------- | ---------------------------- | ---------------------------- | --- |
| 27. Oktober 2013 | New York Islanders           | Buffalo Sabres               | Die New York Islanders erhielten Thomas Vanek von den Buffalo Sabres und gaben im Gegenzug Matt Moulson, ein Zweitrunden-Wahlrecht für den Draft 2015 sowie ein Erstrunden-Wahlrecht ab, entweder für den Draft 2014 oder den Draft 2015. Die Islanders hatten die Möglichkeit, ihr Wahlrecht für 2014 zu behalten, wenn sie eines der ersten 10 Wahlrechte erhielten. Sie erhielten dort das fünfte und entschlossen sich, dieses zu nutzen, sodass das Erstrunden-Wahlrecht für den Draft 2015 an die Sabres geht. |
| 28. Februar 2014 | St. Louis Blues              | Buffalo Sabres               | Die St. Louis Blues gaben Jaroslav Halák, Chris Stewart, William Carrier, ihr Erstrunden-Wahlrecht sowie ein erfolgsabhängiges Erstrunden-Wahlrecht für den Draft 2014 an die Buffalo Sabres ab. Im Gegenzug erhielten sie Ryan Miller, Steve Ott sowie je ein erfolgsabhängiges Zweit- und Drittrunden-Wahlrecht für den Draft 2014. |
| 5. März 2014     | New York Rangers             | Tampa Bay Lightning          | Die New York Rangers gaben Ryan Callahan, ihr Erstrunden-Wahlrecht sowie ein erfolgsabhängiges Wahlrecht, das zu einem für die erste Runde des Vorjahres wurde, an die Tampa Bay Lightning ab und erhielten im Gegenzug Martin St. Louis. |
| 2. Januar 2015   | Pittsburgh Penguins          | Edmonton Oilers              | Die Pittsburgh Penguins erhielten David Perron von den Edmonton Oilers und gaben ihrerseits Rob Klinkhammer sowie das Erstrunden-Wahlrecht ab. |
| 11. Februar 2015 | Buffalo Sabres               | Winnipeg Jets                | Die Buffalo Sabres erhielten Evander Kane, Zach Bogosian und die Rechte an Jason Kasdorf von den Winnipeg Jets und gaben ihrerseits Tyler Myers, Drew Stafford, Joel Armia, Brendan Lemieux sowie ein Erstrunden-Wahlrecht ab. Die Jets sollten dabei das niedrigste Erstrunden-Wahlrecht der Sabres erhalten, was sich später als das der St. Louis Blues herausstellte. |
| 15. Februar 2015 | Nashville Predators          | Toronto Maple Leafs          | Die Nashville Predators erhielten Cody Franson sowie Mike Santorelli und gaben ihrerseits Olli Jokinen, Brendan Leipsic und ihr Erstrunden-Wahlrecht an die Toronto Maple Leafs ab. |
| 26. Februar 2015 | Los Angeles Kings            | Carolina Hurricanes          | Die Los Angeles Kings verpflichteten Andrej Sekera von den Carolina Hurricanes und gaben ihrerseits Roland McKeown und ihr Erstrunden-Wahlrecht ab, wobei Carolina nur das diesjährige Wahlrecht erhalten sollte, wenn die Kings die Play-offs erreichten. Dies gelang nicht, sodass Carolina das Erstrunden-Wahlrecht für den Entry Draft 2016 erhielt. |
| 28. Februar 2015 | Chicago Blackhawks           | Arizona Coyotes              | Die Chicago Blackhawks verpflichteten Antoine Vermette von den Arizona Coyotes und gaben ihrerseits Klas Dahlbeck und ihr Erstrunden-Wahlrecht ab. |
| 2. März 2015     | Tampa Bay Lightning          | Philadelphia Flyers          | Die Tampa Bay Lightning erhielten Braydon Coburn von den Philadelphia Flyers und gaben ihrerseits Radko Gudas, ein Erstrunden- und ihr Drittrunden-Wahlrecht ab. Dabei erhielten die Flyers jenes Wahlrecht, das Tampa von den New York Rangers bekommen hatte. |
| 26. Juni 2015    | Buffalo Sabres               | Ottawa Senators              | Die Buffalo Sabres erhielten Robin Lehner und David Legwand und gaben dafür ihr Erstrunden-Wahlrecht an die Ottawa Senators ab. |
| 26. Juni 2015    | Calgary Flames               | Boston Bruins                | Die Calgary Flames erhielten Dougie Hamilton von den Boston Bruins und gaben ihrerseits das Erstrunden- sowie zwei Zweitrunden-Wahlrechte ab. |
| 26. Juni 2015    | Los Angeles Kings            | Boston Bruins                | Die Los Angeles Kings erhielten Milan Lucic von den Boston Bruins und schickten dafür ihr Erstrunden-Wahlrecht, Martin Jones sowie Colin Miller nach Boston. |
| 26. Juni 2015    | Edmonton Oilers              | New York Islanders           | Die Edmonton Oilers erhielten Griffin Reinhart und gaben im Gegenzug ein Erst- und ein Zweitrunden-Wahlrecht an die New York Islanders ab. |
| 26. Juni 2015    | Toronto Maple Leafs (Tausch) | Philadelphia Flyers (Tausch) | Die Toronto Maple Leafs gaben ihr Erstrunden-Wahlrecht für die 24. Position an die Philadelphia Flyers ab, die ihrerseits ihr Erstrunden-Wahlrecht für die 29. Position und ein Zweitrunden-Wahlrecht (61. Position) an die Leafs abtraten. |
| 26. Juni 2015    | Tampa Bay Lightning          | New York Islanders           | Die Tampa Bay Lightning gaben ihr Erstrunden-Wahlrecht für die 28. Position an die New York Islanders ab und erhielten dafür ein Zweit- sowie ein Drittrunden-Wahlrecht. |
| 26. Juni 2015    | Toronto Maple Leafs          | Columbus Blue Jackets        | Die Toronto Maple Leafs gaben ihr Erstrunden-Wahlrecht für die 29. Position an die Columbus Blue Jackets ab und erhielten im Gegenzug ein Zweit- und ein Drittrunden-Wahlrecht. |

## Rankings
Die Final Rankings des Central Scouting Service (CSS) vom 8. April 2015 und die Rankings des International Scouting Service (ISS) vom 1. April 2015 mit den vielversprechendsten Talenten für den NHL Entry Draft 2015:
| Rang | Feldspieler Nordamerika | Pos. | Feldspieler Europa | Pos. |
| ---- | ----------------------- | ---- | ------------------ | ---- |
| 1    | Connor McDavid          | C    | Mikko Rantanen     | RW   |
| 2    | Jack Eichel             | C    | Gabriel Carlsson   | D    |
| 3    | Noah Hanifin            | D    | Jacob Larsson      | D    |
| 4    | Dylan Strome            | C    | Joel Eriksson Ek   | C    |
| 5    | Lawson Crouse           | LW   | Michael Špaček     | RW   |
| 6    | Mitchell Marner         | C    | Oliver Kylington   | D    |
| 7    | Iwan Proworow           | D    | Denis Gurjanow     | RW   |
| 8    | Pavel Zacha             | C    | Robin Kovács       | RW   |
| 9    | Zach Werenski           | D    | Filip Ahl          | LW   |
| 10   | Timo Meier              | RW   | Jens Lööke         | RW   |

| Rang | Spieler         | Pos. |
| ---- | --------------- | ---- |
| 1    | Connor McDavid  | C    |
| 2    | Jack Eichel     | C    |
| 3    | Dylan Strome    | C    |
| 4    | Noah Hanifin    | D    |
| 5    | Lawson Crouse   | LW   |
| 6    | Mitchell Marner | C    |
| 7    | Mikko Rantanen  | RW   |
| 8    | Mathew Barzal   | C    |
| 9    | Iwan Proworow   | D    |
| 10   | Pavel Zacha     | C    |

| Rang | Torhüter Nordamerika | Torhüter Europa |
| ---- | -------------------- | --------------- |
| 1    | Mackenzie Blackwood  | Ilja Samsonow   |
| 2    | Callum Booth         | Daniel Vladař   |
| 3    | Sam Montembeault     | Felix Sandström |

## Draftergebnis
Inhaltsverzeichnis
Runde 1 | Runde 2 | Runde 3 | Runde 4 | Runde 5 | Runde 6 | Runde 7

### Runde 1
| #   | Spieler              | Nationalität       | Pos | NHL-Team                                                                                        | College-/ Junioren-/ Profi-Team                     |
| --- | -------------------- | ------------------ | --- | ----------------------------------------------------------------------------------------------- | --------------------------------------------------- |
| 1.  | Connor McDavid       | Kanada             | C   | Edmonton Oilers                                                                                 | Erie Otters (OHL)                                   |
| 2.  | Jack Eichel          | Vereinigte Staaten | C   | Buffalo Sabres                                                                                  | Boston University (NCAA)                            |
| 3.  | Dylan Strome         | Kanada             | C   | Arizona Coyotes                                                                                 | Erie Otters (OHL)                                   |
| 4.  | Mitchell Marner      | Kanada             | C   | Toronto Maple Leafs                                                                             | London Knights (OHL)                                |
| 5.  | Noah Hanifin         | Vereinigte Staaten | D   | Carolina Hurricanes                                                                             | Boston College (NCAA)                               |
| 6.  | Pavel Zacha          | Tschechien         | C   | New Jersey Devils                                                                               | Sarnia Sting (OHL)                                  |
| 7.  | Iwan Proworow        | Russland           | D   | Philadelphia Flyers                                                                             | Brandon Wheat Kings (WHL)                           |
| 8.  | Zach Werenski        | Vereinigte Staaten | D   | Columbus Blue Jackets                                                                           | University of Michigan (NCAA)                       |
| 9.  | Timo Meier           | Schweiz            | RW  | San Jose Sharks                                                                                 | Halifax Mooseheads (LHJMQ)                          |
| 10. | Mikko Rantanen       | Finnland           | RW  | Colorado Avalanche                                                                              | TPS Turku (Liiga)                                   |
| 11. | Lawson Crouse        | Kanada             | LW  | Florida Panthers                                                                                | Kingston Frontenacs (OHL)                           |
| 12. | Denis Gurjanow       | Russland           | RW  | Dallas Stars                                                                                    | HK Lada Toljatti (KHL)                              |
| 13. | Jakub Zbořil         | Tschechien         | D   | Boston Bruins (von Los Angeles Kings)                                                           | Saint John Sea Dogs (LHJMQ)                         |
| 14. | Jake DeBrusk         | Kanada             | LW  | Boston Bruins                                                                                   | Swift Current Broncos (WHL)                         |
| 15. | Zach Senyshyn        | Kanada             | RW  | Boston Bruins (von Calgary Flames)                                                              | Sault Ste. Marie Greyhounds (OHL)                   |
| 16. | Mathew Barzal        | Kanada             | C   | New York Islanders (von Pittsburgh Penguins via Edmonton Oilers)                                | Seattle Thunderbirds (WHL)                          |
| 17. | Kyle Connor          | Vereinigte Staaten | LW  | Winnipeg Jets                                                                                   | Youngstown Phantoms (USHL)                          |
| 18. | Thomas Chabot        | Kanada             | D   | Ottawa Senators                                                                                 | Saint John Sea Dogs (LHJMQ)                         |
| 19. | Jewgeni Swetschnikow | Russland           | LW  | Detroit Red Wings                                                                               | Cape Breton Screaming Eagles (LHJMQ)                |
| 20. | Joel Eriksson Ek     | Schweden           | C   | Minnesota Wild                                                                                  | Färjestad BK (SHL)                                  |
| 21. | Colin White          | Vereinigte Staaten | C   | Ottawa Senators (von New York Islanders via Buffalo Sabres)                                     | USA Hockey National Team Development Program (USHL) |
| 22. | Ilja Samsonow        | Russland           | G   | Washington Capitals                                                                             | Metallurg Magnitogorsk (KHL)                        |
| 23. | Brock Boeser         | Vereinigte Staaten | RW  | Vancouver Canucks                                                                               | Waterloo Black Hawks (USHL)                         |
| 24. | Travis Konecny       | Kanada             | C   | Philadelphia Flyers (von Nashville Predators via Toronto Maple Leafs)                           | Ottawa 67’s (OHL)                                   |
| 25. | Jack Roslovic        | Vereinigte Staaten | C   | Winnipeg Jets (von St. Louis Blues via Buffalo Sabres)                                          | USA Hockey National Team Development Program (USHL) |
| 26. | Noah Juulsen         | Kanada             | D   | Canadiens de Montréal                                                                           | Everett Silvertips (WHL)                            |
| 27. | Jacob Larsson        | Schweden           | D   | Anaheim Ducks                                                                                   | Frölunda HC (SHL)                                   |
| 28. | Anthony Beauvillier  | Kanada             | LW  | New York Islanders (von New York Rangers via Tampa Bay Lightning)                               | Shawinigan Cataractes (LHJMQ)                       |
| 29. | Gabriel Carlsson     | Schweden           | D   | Columbus Blue Jackets (von Tampa Bay Lightning via Philadelphia Flyers und Toronto Maple Leafs) | Linköpings HC (SHL)                                 |
| 30. | Nick Merkley         | Kanada             | RW  | Arizona Coyotes (von Chicago Blackhawks)                                                        | Kelowna Rockets (WHL)                               |

### Runde 2
| #        | Spieler                  | Nationalität       | Pos | NHL-Team                                                                                 | College-/ Junioren-/ Profi-Team                     |
| -------- | ------------------------ | ------------------ | --- | ---------------------------------------------------------------------------------------- | --------------------------------------------------- |
| 31.      | Jérémy Roy               | Kanada             | D   | San Jose Sharks (von Buffalo Sabres via Colorado Avalanche)                              | Phoenix de Sherbrooke (LHJMQ)                       |
| 32.      | Christian Fischer        | Vereinigte Staaten | RW  | Arizona Coyotes                                                                          | USA Hockey National Team Development Program (USHL) |
| 33.      | Mitchell Stephens        | Kanada             | C   | Tampa Bay Lightning (von Edmonton Oilers via New York Islanders)                         | Saginaw Spirit (OHL)                                |
| 34.      | Travis Dermott           | Kanada             | D   | Toronto Maple Leafs                                                                      | Erie Otters (OHL)                                   |
| 35.      | Sebastian Aho            | Finnland           | RW  | Carolina Hurricanes                                                                      | Oulun Kärpät (Liiga)                                |
| 36.      | Gabriel Gagné            | Kanada             | RW  | Ottawa Senators (von New Jersey Devils)                                                  | Tigres de Victoriaville (LHJMQ)                     |
| 37.      | Brandon Carlo            | Vereinigte Staaten | D   | Boston Bruins (von Philadelphia Flyers via New York Islanders)                           | Tri-City Americans (WHL)                            |
| 38.      | Paul Bittner             | Vereinigte Staaten | LW  | Columbus Blue Jackets                                                                    | Portland Winterhawks (WHL)                          |
| 39.      | A. J. Greer              | Kanada             | LW  | Colorado Avalanche (von San Jose Sharks)                                                 | Boston University (NCAA)                            |
| 40.      | Nicolas Meloche          | Kanada             | D   | Colorado Avalanche                                                                       | Drakkar de Baie-Comeau (LHJMQ)                      |
| 41.      | Ryan Gropp               | Kanada             | LW  | New York Rangers (von Florida Panthers via New Jersey Devils und Anaheim Ducks)          | Seattle Thunderbirds (WHL)                          |
| 42.      | Mackenzie Blackwood      | Kanada             | G   | New Jersey Devils (von Dallas Stars via Ottawa Senators)                                 | Barrie Colts (OHL)                                  |
| 43.      | Erik Černák              | Slowakei           | D   | Los Angeles Kings                                                                        | HC Košice (Extraliga)                               |
| 44.      | Matthew Spencer          | Kanada             | D   | Tampa Bay Lightning (von Boston Bruins)                                                  | Peterborough Petes (OHL)                            |
| 45.      | Jakob Forsbacka Karlsson | Schweden           | C   | Boston Bruins (von Calgary Flames)                                                       | Omaha Lancers (USHL)                                |
| 46.      | Daniel Sprong            | Niederlande        | RW  | Pittsburgh Penguins                                                                      | Charlottetown Islanders (LHJMQ)                     |
| 47.      | Jansen Harkins           | Vereinigte Staaten | C   | Winnipeg Jets                                                                            | Prince George Cougars (LHJMQ)                       |
| 48.      | Filip Chlapík            | Tschechien         | C   | Ottawa Senators                                                                          | Charlottetown Islanders (LHJMQ)                     |
| 49.      | Roope Hintz              | Finnland           | LW  | Dallas Stars (von Detroit Red Wings)                                                     | Tampereen Ilves (Liiga)                             |
| 50.      | Jordan Greenway          | Vereinigte Staaten | LW  | Minnesota Wild                                                                           | USA Hockey National Team Development Program (USHL) |
| 51.      | Brendan Guhle            | Kanada             | D   | Buffalo Sabres (von New York Islanders)                                                  | Prince Albert Raiders (WHL)                         |
| 52.      | Jérémy Lauzon            | Kanada             | D   | Boston Bruins (von Washington Capitals via Calgary Flames)                               | Huskies de Rouyn-Noranda (LHJMQ)                    |
| 53.      | Rasmus Andersson         | Schweden           | D   | Calgary Flames (von Vancouver Canucks)                                                   | Barrie Colts (OHL)                                  |
| 54.      | Graham Knott             | Kanada             | LW  | Chicago Blackhawks Anm.                                                                  | Niagara IceDogs (OHL)                               |
| 55.      | Jakow Trenin             | Russland           | C   | Nashville Predators                                                                      | Olympiques de Gatineau (LHJMQ)                      |
| 56.      | Vince Dunn               | Kanada             | D   | St. Louis Blues                                                                          | Niagara IceDogs (OHL)                               |
| 57.      | Jonas Siegenthaler       | Schweiz            | D   | Washington Capitals (von Canadiens de Montréal via Edmonton Oilers und New York Rangers) | ZSC Lions (NLA)                                     |
| 58.      | Kevin Stenlund           | Schweden           | C   | Columbus Blue Jackets (von Anaheim Ducks)                                                | HV71 (SHL)                                          |
| 59.      | Julius Nättinen          | Finnland           | C   | Anaheim Ducks (von New York Rangers)                                                     | JYP-Akatemia (Mestis)                               |
| 60.      | Oliver Kylington         | Schweden           | D   | Calgary Flames (von Tampa Bay Lightning via New York Rangers und Arizona Coyotes)        | AIK Ishockey (SHL)                                  |
| 61. Anm. | Jeremy Bracco            | Vereinigte Staaten | RW  | Toronto Maple Leafs (von Chicago Blackhawks via Philadelphia Flyers)                     | USA Hockey National Team Development Program (USHL) |

### Runde 3
| #   | Spieler                 | Nationalität       | Pos | NHL-Team                                                                | College-/ Junioren-/ Profi-Team                     |
| --- | ----------------------- | ------------------ | --- | ----------------------------------------------------------------------- | --------------------------------------------------- |
| 62. | Robin Kovács            | Schweden           | RW  | New York Rangers (von Buffalo Sabres via Washington Capitals)           | AIK Ishockey (SHL)                                  |
| 63. | Kyle Capobianco         | Kanada             | D   | Arizona Coyotes                                                         | Sudbury Wolves (OHL)                                |
| 64. | Dennis Yan              | Vereinigte Staaten | LW  | Tampa Bay Lightning (von Edmonton Oilers via Anaheim Ducks)             | Shawinigan Cataractes (LHJMQ)                       |
| 65. | Andrew Nielsen          | Kanada             | D   | Toronto Maple Leafs                                                     | Lethbridge Hurricanes (WHL)                         |
| 66. | Guillaume Brisebois     | Kanada             | D   | Vancouver Canucks (von Carolina Hurricanes)                             | Titan d’Acadie-Bathurst (LHJMQ)                     |
| 67. | Blake Speers            | Kanada             | C   | New Jersey Devils                                                       | Sault Ste. Marie Greyhounds (OHL)                   |
| 68. | Mārtiņš Dzierkals       | Lettland           | LW  | Toronto Maple Leafs (von Philadelphia Flyers via Columbus Blue Jackets) | HK Riga (MHL)                                       |
| 69. | Keegan Kolesar          | Kanada             | RW  | Columbus Blue Jackets                                                   | Seattle Thunderbirds (WHL)                          |
| 70. | Felix Sandström         | Schweden           | G   | Philadelphia Flyers (von San Jose Sharks)                               | Brynäs IF (J20 SuperElit)                           |
| 71. | Jean-Christophe Beaudin | Kanada             | C   | Colorado Avalanche                                                      | Huskies de Rouyn-Noranda (LHJMQ)                    |
| 72. | Anthony Cirelli         | Kanada             | C   | Tampa Bay Lightning (von Florida Panthers via New York Islanders)       | Oshawa Generals (OHL)                               |
| 73. | Vili Saarijärvi         | Finnland           | D   | Detroit Red Wings (von Dallas Stars)                                    | Green Bay Gamblers (USHL)                           |
| 74. | Alexander Dergatschow   | Russland           | C   | Los Angeles Kings                                                       | SKA-1946 (MHL)                                      |
| 75. | Daniel Vladař           | Tschechien         | G   | Boston Bruins                                                           | HC Kladno (1. Liga)                                 |
| 76. | Adin Hill               | Kanada             | G   | Arizona Coyotes (von Calgary Flames)                                    | Portland Winterhawks (WHL)                          |
| 77. | Sam Montembeault        | Kanada             | G   | Florida Panthers (von Pittsburgh Penguins)                              | Armada de Blainville-Boisbriand (LHJMQ)             |
| 78. | Erik Foley              | Vereinigte Staaten | LW  | Winnipeg Jets                                                           | Cedar Rapids RoughRiders (USHL)                     |
| 79. | Sergei Sborowski        | Russland           | D   | New York Rangers (von Ottawa Senators via Edmonton Oilers)              | Regina Pats (WHL)                                   |
| 80. | Brent Gates             | Vereinigte Staaten | C   | Anaheim Ducks (von Detroit Red Wings via Columbus Blue Jackets)         | Green Bay Gamblers (USHL)                           |
| 81. | Brendan Warren          | Vereinigte Staaten | LW  | Arizona Coyotes (von Minnesota Wild)                                    | USA Hockey National Team Development Program (USHL) |
| 82. | Mitchell Vande Sompel   | Kanada             | D   | New York Islanders                                                      | Oshawa Generals (OHL)                               |
| 83. | Jens Lööke              | Schweden           | RW  | Arizona Coyotes (von Washington Capitals via Calgary Flames)            | Brynäs IF (SHL)                                     |
| 84. | Deven Sideroff          | Kanada             | RW  | Anaheim Ducks (von Vancouver Canucks)                                   | Kamloops Blazers (WHL)                              |
| 85. | Tommy Novak             | Vereinigte Staaten | C   | Nashville Predators                                                     | Waterloo Black Hawks (USHL)                         |
| 86. | Mike Robinson           | Vereinigte Staaten | G   | San Jose Sharks (von St. Louis Blues via Edmonton Oilers)               | Lawrence Academy (USHS)                             |
| 87. | Lukas Vejdemo           | Schweden           | C   | Canadiens de Montréal                                                   | Djurgården Hockey (J20 SuperElit)                   |
| 88. | Thomas Schemitsch       | Kanada             | D   | Florida Panthers (von Anaheim Ducks)                                    | Owen Sound Attack (OHL)                             |
| 89. | Aleksi Saarela          | Finnland           | C   | New York Rangers                                                        | Porin Ässät (Liiga)                                 |
| 90. | Matej Tomek             | Slowakei           | G   | Philadelphia Flyers (von Tampa Bay Lightning)                           | Topeka RoadRunners (NAHL)                           |
| 91. | Dennis Gilbert          | Vereinigte Staaten | D   | Chicago Blackhawks                                                      | Chicago Steel (USHL)                                |

### Runde 4
Ab Runde 4 sind nur Spieler, über die ein Artikel existiert, aufgeführt.
| #    | Spieler                | Nationalität       | Pos   | NHL-Team                                                              | College-/ Junioren-/ Profi-Team                     |
| ---- | ---------------------- | ------------------ | ----- | --------------------------------------------------------------------- | --------------------------------------------------- |
| 96.  | Nicolas Roy            | Kanada             | C     | Carolina Hurricanes                                                   | Saguenéens de Chicoutimi (LHJMQ)                    |
| 99.  | Austin Wagner          | Kanada             | LW    | Los Angeles Kings (von Columbus Blue Jackets via Philadelphia Flyers) | Regina Pats (WHL)                                   |
| 101. | Andrei Mironow         | Russland           | D     | Colorado Avalanche                                                    | HK Dynamo Moskau (KHL)                              |
| 102. | Denis Malgin           | Schweiz            | C     | Florida Panthers                                                      | ZSC Lions (NLA)                                     |
| 110. | Joren van Pottelberghe | Schweiz            | G     | Detroit Red Wings                                                     | Linköpings HC (SHL)                                 |
| 114. | Dmitri Schukenow       | Russland           | C     | Vancouver Canucks                                                     | Saguenéens de Chicoutimi (LHJMQ)                    |
| 115. | Alexandre Carrier      | Kanada             | D     | Nashville Predators                                                   | Olympiques de Gatineau (LHJMQ)                      |
| 117. | Caleb Jones            | Vereinigte Staaten | D     | Edmonton Oilers (von Canadiens de Montréal)                           | USA Hockey National Team Development Program (USHL) |
| 120. | Mathieu Joseph         | Kanada             | RW/LW | Tampa Bay Lightning                                                   | Saint John Sea Dogs (LHJMQ)                         |

### Runde 5
| #    | Spieler          | Nationalität       | Pos | NHL-Team                                 | College-/ Junioren-/ Profi-Team                     |
| ---- | ---------------- | ------------------ | --- | ---------------------------------------- | --------------------------------------------------- |
| 123. | Conor Garland    | Vereinigte Staaten | RW  | Arizona Coyotes                          | Moncton Wildcats (LHJMQ)                            |
| 124. | Ethan Bear       | Kanada             | D   | Edmonton Oilers                          | Seattle Thunderbirds (WHL)                          |
| 125. | Dmytro Timashov  | Ukraine            | LW  | Toronto Maple Leafs                      | Remparts de Québec (LHJMQ)                          |
| 127. | Niko Mikkola     | Finnland           | D   | St. Louis Blues (von New Jersey Devils)  | KalPa (Liiga)                                       |
| 129. | Sam Ruopp        | Kanada             | D   | Columbus Blue Jackets                    | Prince George Cougars (WHL)                         |
| 130. | Kārlis Čukste    | Lettland           | D   | San Jose Sharks                          | HK Riga (MHL)                                       |
| 135. | Kirill Kaprisow  | Russland           | F   | Minnesota Wild                           | Metallurg Nowokusnezk (KHL)                         |
| 136. | Pawel Karnauchow | Russland           | LW  | Calgary Flames                           | Calgary Hitmen (WHL)                                |
| 137. | Dominik Simon    | Tschechien         | LW  | Pittsburgh Penguins                      | HC Plzeň 1929 (Extraliga)                           |
| 139. | Christián Jaroš  | Slowakei           | D   | Ottawa Senators                          | Luleå HF (SHL)                                      |
| 142. | Rūdolfs Balcers  | Lettland           | LW  | San Jose Sharks                          | Stavanger Oilers (GET-ligaen)                       |
| 145. | Karel Vejmelka   | Tschechien         | G   | Nashville Predators                      | HC Pardubice (Extraliga)                            |
| 148. | Troy Terry       | Vereinigte Staaten | C   | Anaheim Ducks                            | USA Hockey National Team Development Program (USHL) |
| 149. | Adam Gaudette    | Vereinigte Staaten | C   | Vancouver Canucks (von New York Rangers) | Cedar Rapids RoughRiders (USHL)                     |

### Runde 6
| #    | Spieler            | Nationalität       | Pos  | NHL-Team              | College-/ Junioren-/ Profi-Team    |
| ---- | ------------------ | ------------------ | ---- | --------------------- | ---------------------------------- |
| 154. | John Marino        | Vereinigte Staaten | D    | Edmonton Oilers       | South Shore Kings (USPHL)          |
| 157. | Brett Seney        | Kanada             | LW   | New Jersey Devils     | Merrimack College (Hockey East)    |
| 159. | Wladislaw Gawrikow | Russland           | D    | Columbus Blue Jackets | Lokomotive Jaroslawl (KHL)         |
| 166. | Andrew Mangiapane  | Kanada             | LW   | Calgary Flames        | Barrie Colts (OHL)                 |
| 167. | Frederik Tiffels   | Deutschland        | LW   | Pittsburgh Penguins   | Western Michigan University (NCAA) |
| 168. | Mason Appleton     | Vereinigte Staaten | C/RW | Winnipeg Jets         | Tri-City Storm (USHL)              |

### Runde 7
| #    | Spieler          | Nationalität | Pos | NHL-Team              | College-/ Junioren-/ Profi-Team |
| ---- | ---------------- | ------------ | --- | --------------------- | ------------------------------- |
| 186. | Steven Lorentz   | Kanada       | C   | Carolina Hurricanes   | Peterborough Petes (OHL)        |
| 189. | Markus Nutivaara | Finnland     | D   | Columbus Blue Jackets | Kärpät Oulu (Liiga)             |
| 198. | Sami Niku        | Finnland     | D   | Winnipeg Jets         | JYP Jyväskylä (Liiga)           |